# پرتره بانوی جوان (فرمیر)
پرتره بانوی جوان یا بانو با روسری نقاشی رنگ روغن روی بوم اثر نقاش اهل هلند یوهانس فرمیر است که در سال ۱۶۶۶ الی ۱۶۶۷ کشیده شده است. این نقاشی که در موزه متروپولیتن نیویورک نگهداری می‌شود دارای ابعاد ۴۴٫۵ در ۴۰ سانتی‌متر است.